# إيغور مالكوف
إيغور مالكوف (بالروسية: Малков, Игорь Алексеевич)‏ (و. 1965  م) هو متزلج سريع روسي، ولد في بيرفورالسك، شارك في الألعاب الأولمبية الشتوية 1984، وتزلج السرعة في الألعاب الأولمبية الشتوية 1984 ‏، وتزلج السرعة في الألعاب الأولمبية الشتوية 1984 ‏.

## جوائز
حصل على جوائز منها:
- ترتيب الصداقة بين الشعوب
- جائزة سيد الرياضة السوفيتي التشريفية  [لغات أخرى]‏.

## روابط خارجية
- إيغور مالكوف على موقع SpeedSkatingBase.eu (الإنجليزية)
- إيغور مالكوف على موقع SpeedSkatingNews.info (الإنجليزية)
- إيغور مالكوف على موقع SpeedSkatingStats.com (الإنجليزية)
- إيغور مالكوف على موقع أوليمبيديا (الإنجليزية)